# أنطونيو غوزمان فرنانديز
أنطونيو غوزمان فرنانديز (بالإسبانية: Antonio Guzmán)‏ (و. 1911 – 1982 م) هو رجل أعمال، وسياسي من جمهورية الدومينيكان .

## روابط خارجية
- أنطونيو غوزمان فرنانديز على موقع الموسوعة البريطانية (الإنجليزية)
- أنطونيو غوزمان فرنانديز على موقع مونزينجر (الألمانية)